# فاشية إسلامية
الفاشية الإسلامية "(وُصفت لأول مرة عام 1933) ، والمعروفة أيضًا منذ عام 1990 باسم" الفاشية الإسلامية "، هو مصطلح يرسم تشابهًا بين الخصائص الإيديولوجية لحركات إسلامية معينة ومجموعة واسعة من الحركات الفاشية الأوروبية في وقت مبكر في القرن العشرين ، الحركات الفاشية الجديدة ، أو الشمولية.

## الفاشية الإسلامية الفعلية الحركات السياسية التوفيقية
كان حزب مصر الشابة حزبًا سياسيًا عمل بين عامي 1933 و 1953 داخل مصر ، بعد أجندة قومية مصرية ، موالية للإسلام والشركات ، مستوحاة من الفاشية الإيطالية وإيطاليا الفاشية في ظل بنيتو موسوليني.